# معهد نمذجة الأمراض
معهد نمذجة الأمراض Institute for Disease Modeling (IDM) هو معهد تابع لقسم الصحة العالمية التابع لمؤسسة بيل وميليندا جيتس . تأسس عام 2008 كجزء من Global Good Fund، وهي شركة تابعة غير ربحية لشركة Intellectual Ventures (IV) الممولة من قبل بيل وميليندا جيتس، وانتقلت في منتصف عام 2020 إلى مؤسسة جيتس.
يتخصص المعهد في النمذجة الرياضية للأمراض المعدية وغيرها من الأبحاث الكمية في مجال الصحة العالمية. وتشمل نماذجها الملاريا وشلل الأطفال والحصبة وكوفيد-19 وفيروس نقص المناعة البشرية (مع EMOD). أصدرت المعهد الكود المصدري لنماذجها المستقرة للجمهور. أثناء وجوده في المعهد الرابع، كان يقع في بيلفيو، واشنطن. بعد تفشي مرض كوفيد-19 في ولاية واشنطن، تحولت معهد نمذجة الأمراض إلى العمل عن بُعد بالكامل دون وجود مكاتب فعلية. وسيتم نقله في نهاية المطاف إلى المكتب الرئيسي لمؤسسة جيتس في سياتل.[بحاجة لمصدر]

## برنامج نمذجة الأمراض
EMOD هو برنامج نمذجة الأمراض الفردية للمجموعة (وليس نموذج مقسم) والذي تم ترميزه في البداية ق. 2005. لقد تم إصداره للمجتمع العام كبرنامج مفتوح المصدر. يمكن للبرنامج إنشاء نماذج للملاريا وفيروس نقص المناعة البشرية والسل والحصبة وحمى الضنك وشلل الأطفال والتيفوئيد.
عام 2020، طورت المعهد نموذج مخصص يعتمد على وكيل COVID-19 يسمى "Covasim". تم استخدامه في البداية لتقديم المشورة بشأن اتخاذ القرار أثناء جائحة COVID-19 في ولاية أوريغون وولاية واشنطن، مما أكسبه اهتمام وطني. ،Covasim المبرمج بلغة بايثون هو برنامج مفتوح المصدر وقد تم استخدامه من قبل باحثين مستقلين في جميع أنحاء العالم.

## روابط خارجية
- EMOD على غيت هاب
- COVID-19 Chapter 11: Modeling, This Podcast Will Kill You, May 4, 2020, interview with Dr. Mike Famulare from the Institute for Disease Modeling recorded April 29, 2020 starts at 28:30